# About You Now
Singles de Sugababes
Walk This Way (Sugababes vs Girls Aloud)
(2007) Change
(2007)
Pistes de Change
Never Gonna Dance Again
About You Now est une chanson Pop écrite par Cathy Dennis et Dr. Luke pour le cinquième album studio des Sugababes, Change. Ce titre est le premier single issu de l'album à être commercialisé, des remixes étaient disponibles en téléchargement légal à partir du 17 septembre 2007, permettant au titre de se classer #35 des charts anglais, tandis que la version radio, elle, ne fut disponible qu'à partir du 24 septembre 2007 et le CD 2 titres ainsi que le Maxi étaient eux mis en vente le 1er octobre 2007 au Royaume-Uni. En ce qui concerne l'Allemagne, le titre téléchargeable et la version single furent disponibles le 5 octobre, tandis que ce fut le 6 octobre pour l'Australie. C'est la semaine du 1er octobre que le titre se classa #1 dans le classement des meilleures ventes single en Angleterre rien que par les téléchargements, offrant ainsi leur 6e #1.
Elle a été reprise en 2009 par Miranda Cosgrove.

## Commercialisation
La version radio fut dévoilée pour la première fois lors du Jo Whiley Show sur BBC Radio 1 le 14 août 2007. Ce titre combine aussi bien des sonorités pop, rock qu'électroniques, encore plus que les autres morceaux produits par Dr. Luke. La version album, qui est utilisée pour le clip, est plus longue que la version diffusée en radio et inclut une phrase en plus d'Amelle et un pont supplémentaire pour Keisha. Le 8 septembre 2007, les Sugababes ont donné performance en exclusivité mondiale de About You Now en live sur le plateau de l'émission Ant & Dec's Saturday Night Takeaway.

## Clip
Le clip a été réalisé par Marcus Adams et tourné le 24 août 2007 dans le Hall des Festivals de la gare de Waterloo à Londres. Aussi de nombreuses photos ont filtré sur le net les jours suivants, et ce n'est que le 6 septembre que la vidéo complète fut diffusée en première mondiale sur internet. C'est le 7 septembre 2007 que la vidéo a commencé ses rotations sur les chaînes musicales. Le clip est dédié en mémoire de Tim Royes, qui avait dirigé leurs précédentes vidéos pour les singles Red Dress et Easy (en).
Le clip de About You Know

## Formats et liste des pistes
| #                          | Titre                                     |
| -------------------------- | ----------------------------------------- |
| CD1: Island / 1748515 (UK) |                                           |
| 1.                         | "About You Now" [Radio Edit]              |
| 2.                         | "Rocks" [Napster Live Session]            |
| CD2: Island / 1748657 (UK) |                                           |
| 1.                         | "About You Now"                           |
| 2.                         | "About You Now" [Sticky 'Dirtypop' Remix] |
| 3.                         | "About You Now" [Spencer & Hill Remix]    |
| 4.                         | "In Recline"                              |
| 7": Island / 1748658 (UK)  |                                           |
| 1.                         | "About You Now" [Kissy Sell Out Remix]    |
| 2.                         | "About You Now"                           |
| Remixes Download Package   |                                           |
| 1.                         | "About You Now" [Spencer & Hill Remix]    |
| 2.                         | "About You Now" [Sticky Remix]            |
| 3.                         | "About You Now" [Kissy Sell Out Remix]    |
| Promo CD                   |                                           |
| 1.                         | "About You Now" [Sticky Remix]            |
| 2.                         | "About You Now" [Spencer & Hill Remix]    |
| 3.                         | "About You Now" [Sticky Remix Radio Edit] |
| 4.                         | "About You Now" [Radio Edit]              |

## Classement des ventes
Le single est entré à la 35e place des ventes au Royaume-Uni le 23 septembre 2007, après que le pack de remixes a été téléchargeable sur les plates-formes de téléchargements légaux le 17 septembre, ce qui est très rare pour une chanson avant que sa version radio n'ait été mise en vente. La semaine suivante, avec la mise à disposition en téléchargement officiel de la version radio, le titre fit un bon jusqu'à la 1re place faisant de ce titre le quatrième single digital à se classer premier en Angleterre et le deuxième single britannique (après Mika). C'est donc aussi le premier groupe à réaliser cette performance. Cela fit de ce titre leur 6e single à se classer #1 au Royaume-Uni.
| Classement (2007)                      | Meilleure position |
| -------------------------------------- | ------------------ |
| Allemagne (GfK Entertainment)          | 4                  |
| Autriche (Ö3 Austria Top 40)           | 4                  |
| Belgique (Flandre Ultratop 50 Singles) | 28                 |
| Danemark (Tracklisten)                 | 12                 |
| Écosse (OCC)                           | 1                  |
| Finlande (Suomen virallinen lista)     | 19                 |
| France (SNEP)                          | 19                 |
| Irlande (IRMA)                         | 2                  |
| Norvège (VG-lista)                     | 7                  |
| Nouvelle-Zélande (RMNZ)                | 18                 |
| Pays-Bas (Single Top 100)              | 16                 |
| Royaume-Uni (UK Singles Chart)         | 1                  |
| Royaume-Uni (UK R&B Chart)             | 1                  |
| Suède (Sverigetopplistan)              | 40                 |
| Suisse (Schweizer Hitparade)           | 21                 |